# Klaus Möbius
Klaus Möbius (* 4. Juni 1936 in Berlin; † 18. Oktober 2024 ebenda) war ein deutscher Physiker.

## Leben
Klaus Möbius studierte bis 1962 Chemie, Mathematik, Physik und Volkswirtschaft an der Freien Universität Berlin (FU). Er arbeitete anschließend in den Forschungsinstituten der AEG. 1965 wurde er mit Untersuchung von einfachen π-Elektronensystemen mit Hilfe von Elektronenspin-Resonanz und Polarographie promoviert, 1969 habilitierte er sich im Fach Experimentalphysik. Nach einem Forschungsaufenthalt an der University of California, Riverside, kehrte er an die FU zurück und wurde dort 1971 zum Professor ernannt. In den 1990er-Jahren war er zwei Jahre lang Dekan des Fachbereichs Physik. Im Herbst 2001 wurde Möbius emeritiert.
Möbius arbeitete und forschte auf dem Gebiet der Atom- und Molekülphysik, insbesondere zur Elektronenspinresonanzspektroskopie (ESR). Er war maßgeblich am Aufbau eines ESR-Zentrums an der FU beteiligt. Geprägt war sein Wirken zudem durch die Mitarbeit an zahlreichen Sonderprogrammen der Deutschen Forschungsgemeinschaft. Anerkennung brachte ihm darüber hinaus seine Kooperation mit Wissenschaftlern weltweit ein, insbesondere mit Kollegen aus Israel und der damaligen UdSSR. In späteren Jahren wandte sich Möbius auch der Biophysik zu.
Im Oktober 2024 starb der mit zahlreichen Auszeichnungen bedachte Wissenschaftler im Alter von 88 Jahren nach kurzer Krankheit in seiner Geburtsstadt und wurde auf dem dortigen Friedhof Dahlem beigesetzt. Er hinterlässt seine Ehefrau und zwei Töchter.

## Auszeichnungen
- 1987: Bruker-Lecture-Preis der Royal Society of Chemistry
- 1990: Fellow of the Institute for Advanced Studies at the Hebrew University of Jerusalem
- 1992: Max-Planck-Forschungspreis
- 1996: Philip Morris Forschungspreis
- 2001: Goldmedaille der Internationalen EPR-Gesellschaft[4]
- 2006: Verdienstorden der Bundesrepublik Deutschland (Verdienstkreuz 1. Klasse)[5]

## Veröffentlichungen
- 1966: Untersuchung von einfachen π-Elektronensystemen mit Hilfe von Elektronenspin-Resonanz und Polarographie (Dissertation)